# Ptilothrix fructifera
Ptilothrix fructifera är en biart som först beskrevs av Holmberg 1903.  Ptilothrix fructifera ingår i släktet Ptilothrix och familjen långtungebin. Inga underarter finns listade i Catalogue of Life.